# Кудашова Ірина Вікторівна
Іри́на Ві́кторівна Кудашо́ва (нар. 7 жовтня 1999, Чернігів, Україна) — українська акторка, яка стала відомою завдяки ролі Вероніки Тихонової у телесеріалі «Школа».

## Життєпис

### Ранні роки
Ірина Вікторівна Кудашова народилася 7 жовтня 1999 року в звичайній родині у місті Чернігові, де потім навчалася в 1-й школі (з поглибленим вивченням іноземних мов).
З 8 років грала в шкільній театральній студії, потім перейшла до аматорської студії «23», де закінчила курси з акторської майстерності. Окрім акторської майстерності 4 роки займалася танцями, а також спортивним орієнтуванням. Вміє готувати, їздити на різних видах транспорту та розмовляти принаймні 4 мовами.
У 2015 році ще навчаючись в школі Ірина зіграла свою першу епізодичну роль в серіалі «Сімейні мелодрами» на телеканалі «1+1». Потім грала епізодичні ролі в таких телесеріалах, як «Пес», «Жизнь на грани» та «Лікар Ковальчук».

### Початок кар'єри
Першу головну роль Ірина зіграла у серіалі «Школа» на телеканалі «1+1», який знімався в Києві з серпня по листопад 2017 року. В серіалі вона зіграла Вероніку (Ніку) Тихонову, складного підлітка, яка постійно свариться з матір'ю.
Восени 2017 року Ірина вступила на перший курс до Київського національного університету культури і мистецтв на факультет журналістики і міжнародних відносин.
15 січня 2018 року відбулася прем'єра серіалу «Школа», ставши найрейтинговішим серіалом на українському ТБ у сезоні осінь 2017 – зима 2018 по аудиторії 18-54. У травні Ірина разом з акторами серіалу відвідала 11 міст України — у межах їхнього всеукраїнського фан-туру.
Влітку 2018 року Ірина повернулася до ролі школярки Ніки у другому сезоні серіалу «Школа. Недитячі ігри» прем'єра якого відбулася 27 серпня.
Восени відбулися зйомки третього сезону серіалу, а також презентації двох музичних відео «Невеста» дуету «Zeleno» та «VDCHVT» гурту «Cloudless» у яких Ірина зіграла головні ролі. У грудні вона отримала нагороду «Золотий лайк» від телеканалу «1+1» в номінації «Акторка року», а вже наприкінці місяця вийшло музичне відео співачки Анни Трінчер на пісню «Love Story» за участі Ірини.
У березні 2019 року відбулася прем'єра вебсеріалу «Київська зірка» на YouTube каналі Show2Show, у якому Кудашова зіграла блогерку Кейт. У червні відбулися зйомки біографічної драми «Інший Франко», у якій Кудашова зіграла Іванну (Ася), доньку українського письменника та громадського діяча Петра Франка. Прем'єра запланована на другу половину 2020, для неї ця роль стала дебютною у повнометражній кінострічці. Вона повернулася до ролі Кейт у другому сезоні вебсеріалу «Київська зірка», прем'єра якого відбулася 14 листопада.

## Фільмографія

### Дубляж
| Рік  | Назва                     | Роль      | Дж.    |
| ---- | ------------------------- | --------- | ------ |
| 2019 | Це школа, бро!            | Анастасія | [ 23 ] |
| 2019 | Родина Адамсів            | Паркер    | [ 24 ] |
| 2020 | Сімейка Крудсів: Нова Ера | Зоряна    | [ 25 ] |

### Кіно
| Рік  | Назва                    | Роль                | Дж.    |
| ---- | ------------------------ | ------------------- | ------ |
| 2020 | В чорній, чорній кімнаті | Оленка              | [ 26 ] |
| 2020 | Мій дідусь — Дід Мороз   |                     |        |
| 2021 | Інший Франко             | Іванна (Ася) Франко | [ 20 ] |
| 2024 | Смак свободи             | Варвара Рудик       |        |
| 2024 | Щастя                    | дочка               |        |
| 2025 | Каховський Об'єкт        |                     |        |

### Музичні відео
| Рік  | Назва            | Артист       | Роль             | Дж.    |
| ---- | ---------------- | ------------ | ---------------- | ------ |
| 2018 | «Невеста» (рос.) | «Zeleno»     | Наречена         |        |
| 2018 | «VDCHVT»         | «Cloudless»  | Школярка         |        |
| 2018 | «Love Story»     | Анна Трінчер | Закохана дівчина |        |
| 2019 | «#Школа»         | Анна Трінчер | Випускниця школи | [ 27 ] |

### Телебачення
| Рік         | Назва                        | Роль                    | Примітка                                            | Дж.           |
| ----------- | ---------------------------- | ----------------------- | --------------------------------------------------- | ------------- |
| 2015        | Сімейні мелодрами (рос.)     | Єлизавета               | Епізод: «Молода вчителька» (6-й сезон, 38-ма серія) | [ 5 ]         |
| 2017        | Пес (рос.)                   | Марія                   | Епізод (3-й сезон, 9-та серія)                      | [ 6 ]         |
| 2017        | Життя на межі (рос.)         | Анастасія               | Епізод                                              | [ 8 ]         |
| 2017        | Лікар Ковальчук              | Віра                    | Епізод (1-й сезон, 42-га серія)                     | [ 7 ]         |
| 2018 — 2019 | Школа                        | Вероніка Тихонова       | Головна роль                                        | [ 9 ]         |
| 2018        | Історія одного злочину       | Наталія Кужель          | Епізод: «Хвороблива любов» (3-й сезон)              | [ 28 ]        |
| 2018        | Куратори                     | Ірина                   | Епізод (2-й сезон, 26-та серія)                     | [ 29 ]        |
| 2018 — 2020 | Родинні зв'язки (рос.)       | Світлана                | 1-й та 2-й сезони                                   | [ 30 ] [ 31 ] |
| 2019        | Київська зірка               | Кейт                    | Головна роль                                        | [ 19 ]        |
| 2019        | Королі палат (рос.)          | Грає себе               | Епізод (15-та серія)                                | [ 32 ]        |
| 2019        | Нове життя Василини Павлівни | Уля                     | Головна роль                                        | [ 33 ]        |
| 2020        | Реальна містика              | Надія                   | 10-й сезон                                          | [ 34 ]        |
| 2020        | Євродиректор                 | Таня                    | Головна роль                                        |               |
| 2020        | Секс, інста і ЗНО            | камео                   | Епізод (1-ша серія)                                 |               |
| 2020        | Мій чоловік, моя жінка       |                         |                                                     |               |
| 2021        | Все не випадково             |                         |                                                     |               |
| 2021        | Помилки молодості            |                         |                                                     |               |
| 2021        | Рідна мачуха                 |                         |                                                     |               |
| 2023        | Карлос в Україні             | Адміністратор ресторану | Головна роль                                        |               |
| 2024        | Прикордонники                | Марічка, дівчина Тохи   | Головна роль                                        |               |
| 2024        | К.О.Д                        | Лєра Шаблій             | Періодично                                          |               |
| 2025        | Ключі від правди             | Офіціантка Ліза         | Другорядна роль                                     |               |
| 2025        | Тримайся,братику             |                         |                                                     |               |